# Ratpenat cuallarg gegant africà
El ratpenat cuallarg gegant africà (Tadarida ventralis) és una espècie de ratpenat de la família dels molòssids que es troba a la República Democràtica del Congo, Eritrea, Etiòpia, Kenya, Malawi, Moçambic, Sud-àfrica, el Sudan, Tanzània, Zàmbia i Zimbàbue.

## Subespècies
- Tadarida ventralis africana
- Tadarida ventralis ventralis